# Káď

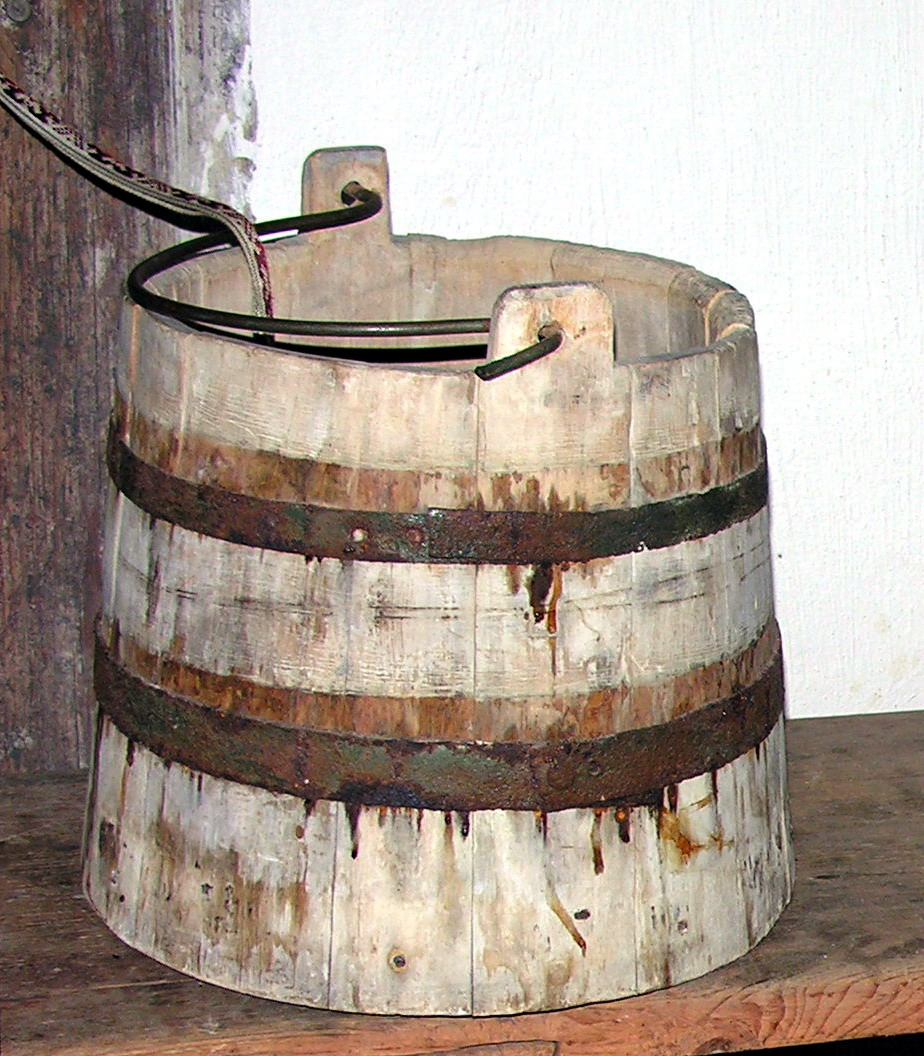
Káď

Káď je shora otevřená nádoba na kapalné a sypké látky o objemu desítek až stovek litrů.
Kádě se v minulosti vyráběly podobnou technologií jako sudy. Hlavním stavebním materiálem bylo dřevo. Oválné dno kádě bylo obloženo prkénky, která tvoří její stěny. Zvenku byla káď zpevněna řadou obručí. Výrobou a údržbou dřevěných nádob tohoto typu (sudů, beček a kádí) se zabývalo dnes již téměř zaniklé řemeslo bednářství.
V současné době se kádě vyrábějí z ocelového plechu nebo plastických hmot.